# Angiola Minella
Angiola Minella, coniugata Molinari (Torino, 3 febbraio 1920 – Genova, 12 marzo 1988), è stata una partigiana e politica italiana, esponente del PCI e una delle 21 donne elette all'Assemblea costituente italiana.

## Biografia
Fu tra le prime donne deputato del Parlamento della Repubblica Italiana nell'Assemblea Costituente; nelle legislature successive, eletta nelle liste del Partito Comunista Italiano, sedette sia alla Camera dei deputati sia in Senato. Durante la I° legislatura fu componente della IV Commissione finanze e tesoro dall'11 giugno 1948 al 5 dicembre 1950 e poi della IX Commissione agricoltura e foreste - alimentazione dal 5 dicembre 1950 al 24 giugno 1953; nella III legislatura fu vicepresidente della XIV Commissione igiene e sanità pubblica dal 30 luglio 1958 al 15 maggio 1963. Nella VI legislatura fece parte, unica donna, della Commissione parlamentare per il parere al governo sulle norme delegate in materia di assicurazione obbligatoria contro gli infortuni sul lavoro e le malattie professionali, attiva dal 30 gennaio 1964 - 30 giugno 1965
Cessata l'esperienza parlamentare tornò a fare l'insegnante. È sepolta nel cimitero di Noli insieme al marito Pierino Molinari.